# Championnats d'Océanie de cyclisme sur piste 2019
Navigation
Championnats d'Océanie 2018 Championnats d'Océanie 2022
Les Championnats d'Océanie de cyclisme sur piste 2019 (officiellement 2020 Oceania Track Championships) se déroulent du 16 au 19 octobre 2019 à Invercargill en Nouvelle-Zélande.
Des épreuves réservées aux coureurs juniors (moins de 19 ans) sont également au programme.

## Résultats des championnats élites

### Épreuves masculines
| Épreuves               | Or                                                            | Argent                                                              | Bronze                                                                        |
| ---------------------- | ------------------------------------------------------------- | ------------------------------------------------------------------- | ----------------------------------------------------------------------------- |
| Kilomètre              | Nick Kergozou (NZL)                                           | Tylah Meunier (AUS)                                                 | Zac Williams (NZL)                                                            |
| Keirin                 | Sam Webster (NZL)                                             | Edward Dawkins (NZL)                                                | Jordan Castle (AUS)                                                           |
| Vitesse individuelle   | Sam Webster (NZL)                                             | Edward Dawkins (NZL)                                                | Jordan Castle (AUS)                                                           |
| Vitesse par équipes    | Nouvelle-Zélande 1 Ethan Mitchell Edward Dawkins Sam Webster  | Australie Matthew Richardson Nathan Hart Thomas Clarke              | Nouvelle-Zélande 2 Sam Dakin Bradly Knipe Jordan Castle                       |
| Poursuite individuelle | Conor Leahy (AUS)                                             | Jordan Kerby (NZL)                                                  | Joshua Scott (NZL)                                                            |
| Poursuite par équipes  | Australie Conor Leahy Godfrey Slattery Josh Duffy Lucas Plapp | Nouvelle-Zélande 1 Josh Scott Hugo Jones Kiaan Watts Jared Treymane | Nouvelle-Zélande 2 Bailey O'Donnell George Jackson Conor Shearing Harry Waine |
| Course aux points      | Corbin Strong (NZL)                                           | Regan Gough (NZL)                                                   | Joshua Harrison (AUS)                                                         |
| Course scratch         | Jordan Kerby (NZL)                                            | Kelland O'Brien (AUS)                                               | Joshua Harrison (AUS)                                                         |
| Course à l'américaine  | Australie Kelland O'Brien Sam Welsford                        | Nouvelle-Zélande Campbell Stewart Tom Sexton                        | Nouvelle-Zélande Regan Gough Jordan Kerby                                     |
| Omnium                 | Sam Welsford (AUS)                                            | Campbell Stewart (NZL)                                              | Regan Gough (NZL)                                                             |

### Épreuves féminines
| Épreuves               | Or                                                                         | Argent                                                                               | Bronze                                                                     |
| ---------------------- | -------------------------------------------------------------------------- | ------------------------------------------------------------------------------------ | -------------------------------------------------------------------------- |
| 500 mètres             | Olivia Podmore (NZL)                                                       | Ellesse Andrews (NZL)                                                                | Shaane Fulton (NZL)                                                        |
| Keirin                 | Ellesse Andrews (NZL)                                                      | Olivia Podmore (NZL)                                                                 | Natasha Hansen (NZL)                                                       |
| Vitesse individuelle   | Stephanie Morton (AUS)                                                     | Olivia Podmore (NZL)                                                                 | Kaarle McCulloch (AUS)                                                     |
| Vitesse par équipes    | Australie Kaarle McCulloch Stephanie Morton                                | Nouvelle-Zélande Ellesse Andrews Olivia Podmore                                      | Australie Alana Field Lara Tucker                                          |
| Poursuite individuelle | Kirstie James (NZL)                                                        | Maeve Plouffe (AUS)                                                                  | Lauren Ellis (NZL)                                                         |
| Poursuite par équipes  | Nouvelle-Zélande Nicole Shields Emily Shearman Jessie Hodges Kirstie James | Australie 1 Maeve Plouffe Samantha De Ritter Sophie Edwards Alexandra Martin-Wallace | Australie 2 Josie Talbot Lauren Perry Nicola Macdonald Ruby Roseman-Gannon |
| Course aux points      | Amy Cure (AUS)                                                             | Jessie Hodges (NZL)                                                                  | Maeve Plouffe (AUS)                                                        |
| Course scratch         | Maeve Plouffe (AUS)                                                        | Rushlee Buchanan (NZL)                                                               | Rylee McMullen (NZL)                                                       |
| Course à l'américaine  | Australie Amy Cure Alexandra Manly                                         | Nouvelle-Zélande Michaela Drummond Jessie Hodges                                     | Australie Alexandra Martin-Wallace Maeve Plouffe                           |
| Omnium                 | Amy Cure (AUS)                                                             | Michaela Drummond (NZL)                                                              | Rushlee Buchanan (NZL)                                                     |

## Tableaux des médailles
| Rang  | Nation           | Or | Argent | Bronze | Total |
| ----- | ---------------- | -- | ------ | ------ | ----- |
| 1     | Nouvelle-Zélande | 10 | 15     | 11     | 36    |
| 2     | Australie        | 10 | 5      | 9      | 24    |
| Total | Total            | 20 | 20     | 20     | 60    |